# 馬萊姆奧達爾省
馬萊姆奧達爾省（法語：Département de Malem Hodar），是塞內加爾的省份，位於該國中部，由卡夫林區負責管轄，首府設於馬萊姆奧達爾，東面是昆格勒省，始建於2008年。